# Peloribates palawanus
Peloribates palawanus är en kvalsterart som beskrevs av Corpuz-Raros 1981. Peloribates palawanus ingår i släktet Peloribates och familjen Haplozetidae. Inga underarter finns listade i Catalogue of Life.